# Jun Sok-jol
Jun Sok-jol (korejsky 윤석열, anglický přepis Yoon Suk-yeol, * 18. prosince 1960 Soul) je jihokorejský politik, od května 2022 do dubna 2025 třináctý prezident Jižní Koreje. Dne 4. dubna 2025 byl z funkce odvolán ústavním soudem po jeho neúpěšném prosincovém pokusu o zavedení stanného práva.
Vystudoval Soulskou státní univerzitu. Před kandidaturou na prezidenta pracoval 27 let jako prokurátor. Během prezidentského mandátu svého předchůdce Muna Če-ina byl v letech 2019–2021 jihokorejským generálním prokurátorem.
Podpořil smlouvu mezi jihokorejskou společností KHNP a českou společností ČEZ na výstavbu dvou nových reaktorů v jaderné elektrárně Dukovany.

## Stanné právo v Jižní Koreji
V noci z 3. na 4. prosince 2024 vyhlásil v zemi stanné právo, kvůli údajnému napojení politiků opozičních stran na Severní Koreu. Proti tomuto aktu se zvedla vlna kritiky napříč společností a politickými stranami, a zákonodárci ještě v noci odhlasovali ukončení stanného práva, které Jun nakonec potvrdil. Podle analytiků šlo o neúspěšný pokus o ovládnutí země. V návaznosti na incident opozice vyvolala hlasování o odvolání prezidenta.
V lednu 2025 byl Sok-jol zadržen a obviněn ze vzpoury. V březnu 2025 byl nicméně propuštěn z vazby.